# Утрата
Утрата (пол. Utrata) — річка в Польщі, у Прушковському й Сохачевському повітах Мазовецького воєводства. Права притока Бзури (басейн Балтійського моря).

## Опис
Довжина річки 76 км, найкоротша відстань між витоком і гирлом — 46,03 км, коефіцієнт звивистості річки — 1,66. Площа басейну водозбору 792 км². Річка протікає через парк, у якому розташований Палац Пас (пол. Pałac Pass)

## Розташування
Бере початок у селі Вулька Косовська. Тече переважно на північний захід через Прушкув, Пвавловіце, Ходаків і у місті Сохачев впадає у річку Бзуру, ліву притоку Вісли.
Притоки:
- Рашинка (пол. Raszynka), Редувка (пол. Redułka), Жбікувка (пол. Żbikówka), Коритніца (пол. Korytnica) (праві)
- Рокітніца (пол. Rokitnica), Тересінка (пол. Teresinka) (ліві)